# Blek
《Blek》是由Kunabi Brother開發並發行的益智游戏。玩家需在螢幕上畫出似蛇型的黑線，而黑線會記錄移動軌跡並依此反覆運動，目標是消除有色圓點的同時避開黑色圓點。該作的音樂截自埃琳·李製作的片段，美術風格受新媒體藝術家戈兰·莱文和包浩斯風格影響。開發團隊將該作以《贪食蛇》的觸控螢幕版為概念設計，並費時六個月開發。該作於2013年12月發行iPad版本，2014年7月發行Android版本，2015年2月發行Wii U版本。評論員對該作的評價多為正面，讚揚了該作相對自由的玩法。該作發行後數月登頂App Store付費排行榜，銷量達100萬份，並獲頒2014年度苹果设计大奖。

## 玩法
《Blek》是一款益智游戏。玩家在螢幕上畫出似蛇型的黑線時，黑線會記錄移動軌跡並依此反覆運動，目標是畫出能夠消除有色圓點並避開黑色圓點的線。黑線碰觸到螢幕上方或下方時會重置關卡，碰觸到左側或右側時則會向螢幕內側反彈。黑線除了會記錄移動軌跡外，還會記錄其移動速度。遊戲開始時沒有教學關卡，僅提示玩家以手指點按螢幕。最初的幾個關卡多有大量空白背景且較為容易。該作有80個關卡，關卡難度會逐漸增加，遂需更複雜的關卡解法。特定顏色的圓點會在被消除時發射子彈，並消除其他圓點。遊戲會於玩家畫線時發出嗖嗖聲，並於黑線碰觸黑色圓點時發出「失望的呻吟」聲。遊戲以純色呈現簡單畫面，且除Game Center的成就外，無暫停功能或設定選項。玩家可透過點按螢幕下側的圓點，選擇先前遊玩過的關卡。遊戲無內購或內置廣告。

## 開發
《Blek》由Kunabi Brother開發。Kunabi（庫納比）是德尼斯和達沃爾·米坎兄弟的姓氏，他們雖然皆在大學就讀資訊相關科系，但非專職於遊戲開發，而該作是他們首款合力製作的遊戲。德尼斯曾創作幾部短篇小說和長篇小說《Emil》，達沃爾則曾於獨立媒體公司Crónica Electrónica發行音樂作品。達沃爾也曾開發Flash遊戲，他在製作這款遊戲時靈感迸現，因此找了德尼斯合作，實踐這個點子。達沃爾最初想將《贪食蛇》改編為適合觸控式螢幕的版本，而德尼斯提出「畫下線條後遂綻放生命」的想法，後者源於日本詩人松尾芭蕉關於墨跡的詩作。截至2013年中，他們已經製作了多個《Blek》原型。此時達沃爾獲邀參加巴黎藝術村的活動，他表示當在活動上自稱為遊戲開發者（而非音樂家）時，得到了截然不同的反應。這段經歷激發了他對遊戲媒體的興趣，並促使他們於六個月內完成這款遊戲。

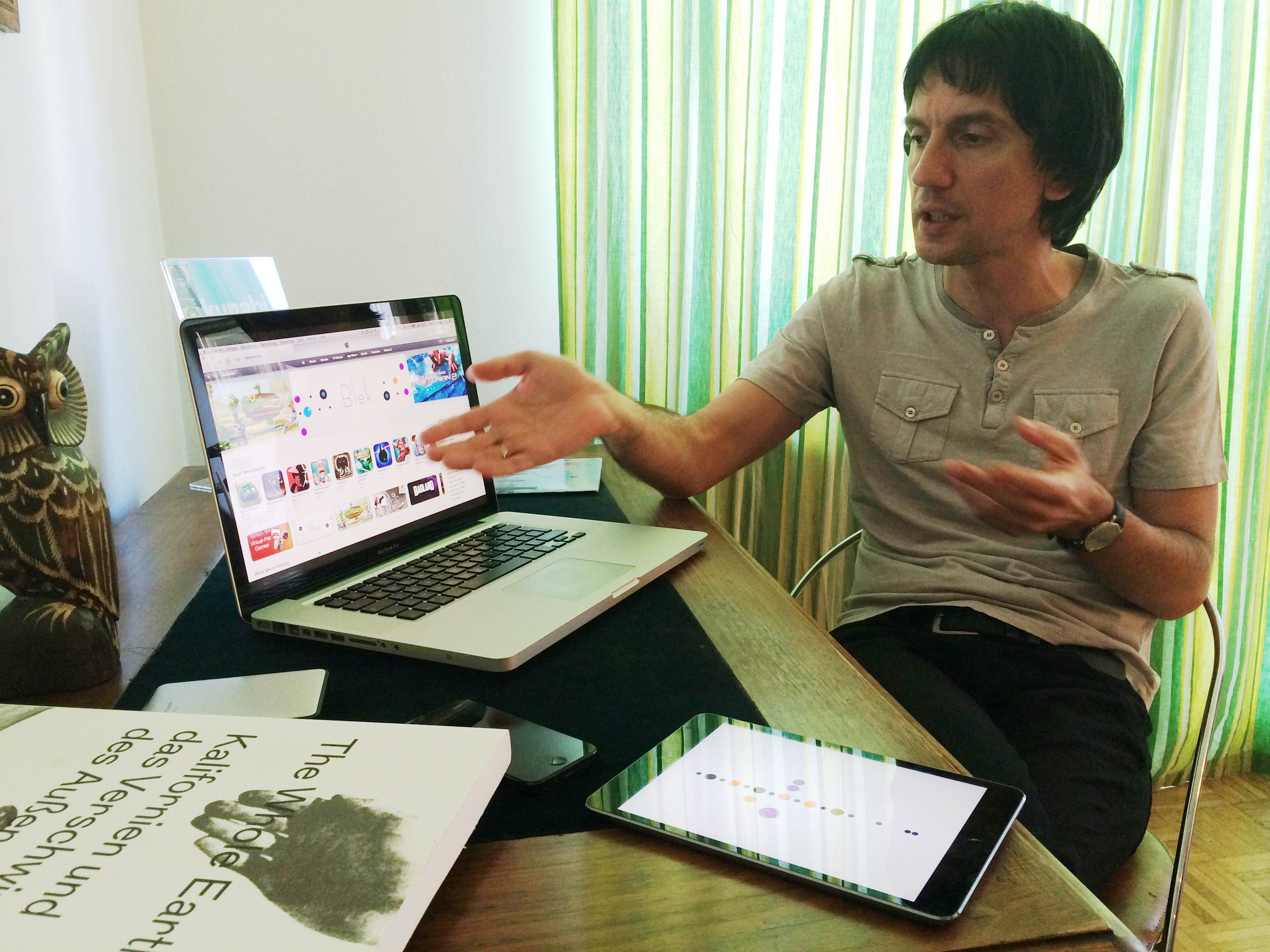
《Blek》開發者達沃爾·米坎·庫納比

庫納比兄弟是奧地利人，遊戲受到多部作品啟發，例如1998年新媒體藝術家戈兰·莱文的互動遊戲《Yellowtail》、瓦西里·康定斯基於包浩斯任教時所著的書籍《點線面》。遊戲的音效取自作曲家埃琳·李作品《山口吹嘴 I》（英語：Yamaguchi Mouthpiece I）的片段，遊戲設計靈感則源於Thatgamecompany的遊戲、Vectorpark的帕特里克·史密斯和其作品《玩具車大冒險》。德尼斯認為前述作品間接影響了《Blek》的設計。兩兄弟相當重視「視電子遊戲為玩具」、「視遊戲為有意義的體驗」等想法。《Blek》以遊戲引擎Unity開發，並由兩兄弟的好友測試。遊戲的核心機制已定，故這次測試著重在關卡設計。《Blek》的目標是「統合藝術、工藝和科技」，因為兩兄弟對遊戲的銷售不感興趣，他們僅向媒體告知了《Blek》發行，沒有其他宣傳活動。
《Blek》的iPad版本於2013年12月發行，iPhone和iPod Touch版本於2014年1月7日發行。該作發行四個月後，他們將遊戲收入用於宣傳。他們在YouTube舉辦多場營銷活動後，蘋果公司將《Blek》列入App Store列表。該作的Android版本於同年7月發行，Wii U版本於2015年2月12日由Broken Rules發行。他們並未計畫開發續作，但表示打算進一步「在觸控螢幕上實驗」。《Blek+》於2021年4月在Apple Arcade發行，並被收錄於「永恆經典」分類。

## 反應
| 汇总媒体   | 得分                     |
| ---------- | ------------------------ |
| Metacritic | iOS：78/100 WiiU：75/100 |

| 媒体        | 得分 |
| ----------- | ---- |
| Edge        | 8/10 |
| Eurogamer   | 8/10 |
| TouchArcade | 4/5  |

根據评论聚合网站Metacritic統計，評論員對《Blek》的評價以正面為主。儘管該作於2013年12日首發時未受注目，但媒體仍讚譽有加，而該作直到隔年四月才廣泛流行。該作於2014年4月App Store付費遊戲榜排名前十，並於五月登頂、六月入榜。該作獲頒2014年度苹果设计大奖，且於蘋果公司的「獨立遊戲展示會」中亮相。該作也於2014年度國際手機遊戲大獎獲頒「優秀創新獎」。截至2014年4月，該作的銷量已有3萬份，經App Store推薦後，同年五月時的總銷量達50萬份，六月時達100萬份。《Edge》評論員將該作的美學與益智遊戲《Hundreds》對比。媒體讚揚了《Blek》相對自由的玩法。

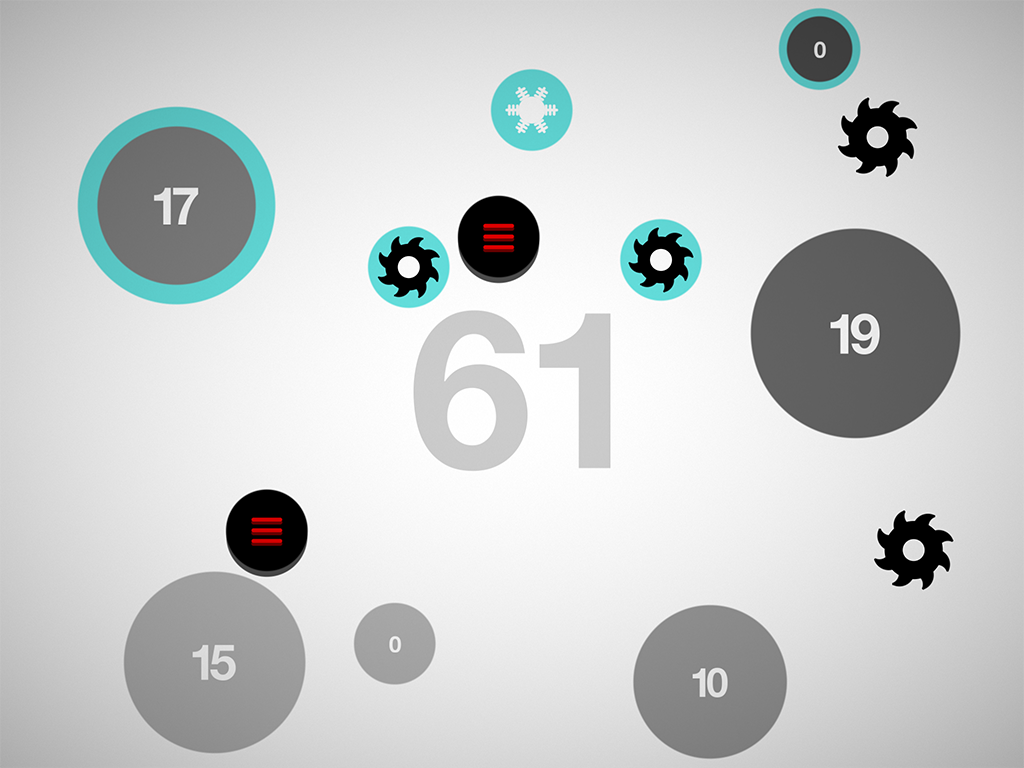
圖為《Hundreds》的遊玩畫面。《Edge》評論員將《Blek》的美學與益智遊戲《Hundreds》對比

《Edge》評論員稱《Blek》為「優雅直觀的美麗之作」，是現代而自由的觸控螢幕版《贪食蛇》。評論員認為《Blek》比《贪食蛇》平靜，不太像益智遊戲，而是「純粹的直覺」和「自由的創作」，更注重試驗過程，而非解謎通關。評論員也表示，試錯改進筆畫的過程能得到愉悅感，並將原本惱人的複雜謎題，轉化為水到渠成的解方。Polygon的罗德·格林（Rod Green）將該作與《俄羅斯方塊》和《Threes!》對比，並稱《Blek》為「簡單假設、優雅履行」的良好範例。格林表示該作手工製作的關卡較其他遊戲難「克隆」。《紐約客》的乔舒亚·罗思曼（Joshua Rothman）認為該作在玩法方面可謂原創，並表示「《Blek》好玩、有質感且新穎」。Kotaku的迈克·费伊（Mike Fahey）認為該作是他在2013年玩過的最佳iPad遊戲。
Eurogamer的克里斯蒂安·唐兰（Christian Donlan）認為《Blek》相當「個人化」。唐兰將核心機制與手寫和塗鴉比較，表示遊戲中的黑線會記錄玩家的移動軌跡，並捕捉了玩家的「速度和猶豫」。唐兰稱該作是「多元的益智遊戲」，因為玩家可觀察遊戲畫面上的負空間，或預測黑線在螢幕周圍反彈後的走向，且提到遊戲後期猶如迷宮或雷區。TouchArcade的肖恩·马斯格雷夫（Shaun Musgrave）表示遊戲難度在約第20關增加，此時玩家不僅需理解關卡布局，還得精細操作，並認為此處是遊玩過程中的低谷。他也提到遊戲後期操作的誤差範圍極小，玩家容易感到挫敗。TouchArcade的贾里德·纳尔逊（Jared Nelson）表示該作非常契合觸控式螢幕。
《Blek》發行後，其仿製品《Cloned Blek》（意為「Blek的克隆」）於2014年6月上架App Store。《Cloned Blek》借用了《Blek》的玩法、關卡等元素，而達沃爾·米坎·庫納比對此並不意外，提到他早已料到此種情況一定會發生。截至2015年3月，逾50款《Blek》仿製遊戲已於各应用程序商店下架。

## 外部連結
- 官方网站 （英文）
- Apple Store上的《Blek》 （页面存档备份，存于） （英文）
- Apple Arcade上的《Blek+》 （页面存档备份，存于） （英文）